# مثقبيات الكبد

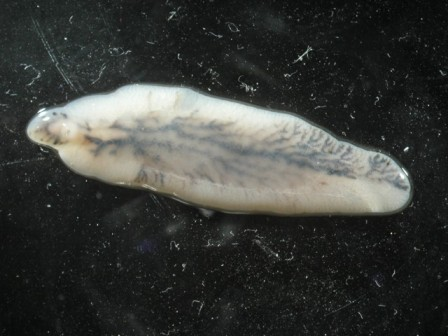

مثقبيات الكبد أو الديدان المثقبة الكبدية أو الديدان المثقوبة الكبدية (بالإنجليزية: Liver fluke)‏ هي مجموعة من المثقوبات حيث يكون الشكل البالغ من هذه الديدان متمركز بكبد العديد من الثدييات . هذه الديدان يمكن أن تلج اٍلى القنوات الصفراوية والنسيج الكبدي، تتغدى على الدم. تقوم الديدان البالغة بطرح بيوض والتي تخرج عن طريق الأمعاء.